# 省体育中心站
省体育中心站位于中华人民共和国河南省郑州市惠济区三全路与长兴路交叉口地下，是郑州地铁3号线和4号线的地铁换乘站，亦是3号线一期工程的北端终点站，以临近该站的河南省体育中心命名。该站于2020年12月26日随3号线和4号线的开通而启用。

## 车站结构
省体育中心站的主体结构位于三全路与长兴路交叉路口的地下，分为3号线车站和4号线车站，为地下三层车站。两线车站为整体设计，共用一座站厅，站厅下为呈十字交叉的两座岛式站台。

### 车站楼层
省体育中心站的主体结构为地下三层车站，车站B1層為站廳层，B2層為3号线站台层，B3层为4号线站台层。
| 1F  | 地面     | 所有出入口                                                               | 所有出入口                                                               | 所有出入口                                                               |
| B1F | 站厅     | 客服中心、自动售票机、行李检查、闸机、车站控制室、警务室、卫生间、母婴室 | 客服中心、自动售票机、行李检查、闸机、车站控制室、警务室、卫生间、母婴室 | 客服中心、自动售票机、行李检查、闸机、车站控制室、警务室、卫生间、母婴室 |
| B2F | █ 3号线  | 终点站 下客专用                                                          | 终点站 下客专用                                                          | 终点站 下客专用                                                          |
| B2F | 岛式站台 | 卫生间                                                                   | 至站厅 至 █ 4号线站台                                                    |                                                                          |
| B2F | █ 3号线  | 往滨河新城南方向（王砦）                                                 | 往滨河新城南方向（王砦）                                                 | 往滨河新城南方向（王砦）                                                 |
| B3F | █ 4号线  | 往老鸦陈方向（老鸦陈）                                                   | 往老鸦陈方向（老鸦陈）                                                   | 往老鸦陈方向（老鸦陈）                                                   |
| B3F | 岛式站台 | 至站厅                                                                   | 至站厅 至 █ 3号线站台                                                    | 卫生间                                                                   |
| B3F | █ 4号线  | 往郎庄方向（北二十里铺）                                                 | 往郎庄方向（北二十里铺）                                                 | 往郎庄方向（北二十里铺）                                                 |

### 站厅
省体育中心站的站厅设于B1层，为3号线与4号线的共用站厅，采用圆形站厅设计，是郑州地铁第一座采用大跨度圆形站厅的十字换乘站。站厅内设有客服中心、自动售票机、行李检查等设施。站厅由闸机和栏杆分隔为付费区和非付费区，在付费区内设有自动扶梯、步梯和无障碍电梯，分别连接3号线和4号线的站台。站厅非付费区近C口通道处设有卫生间和母婴室，车站控制室位于站厅东部A口与D口通道之间。

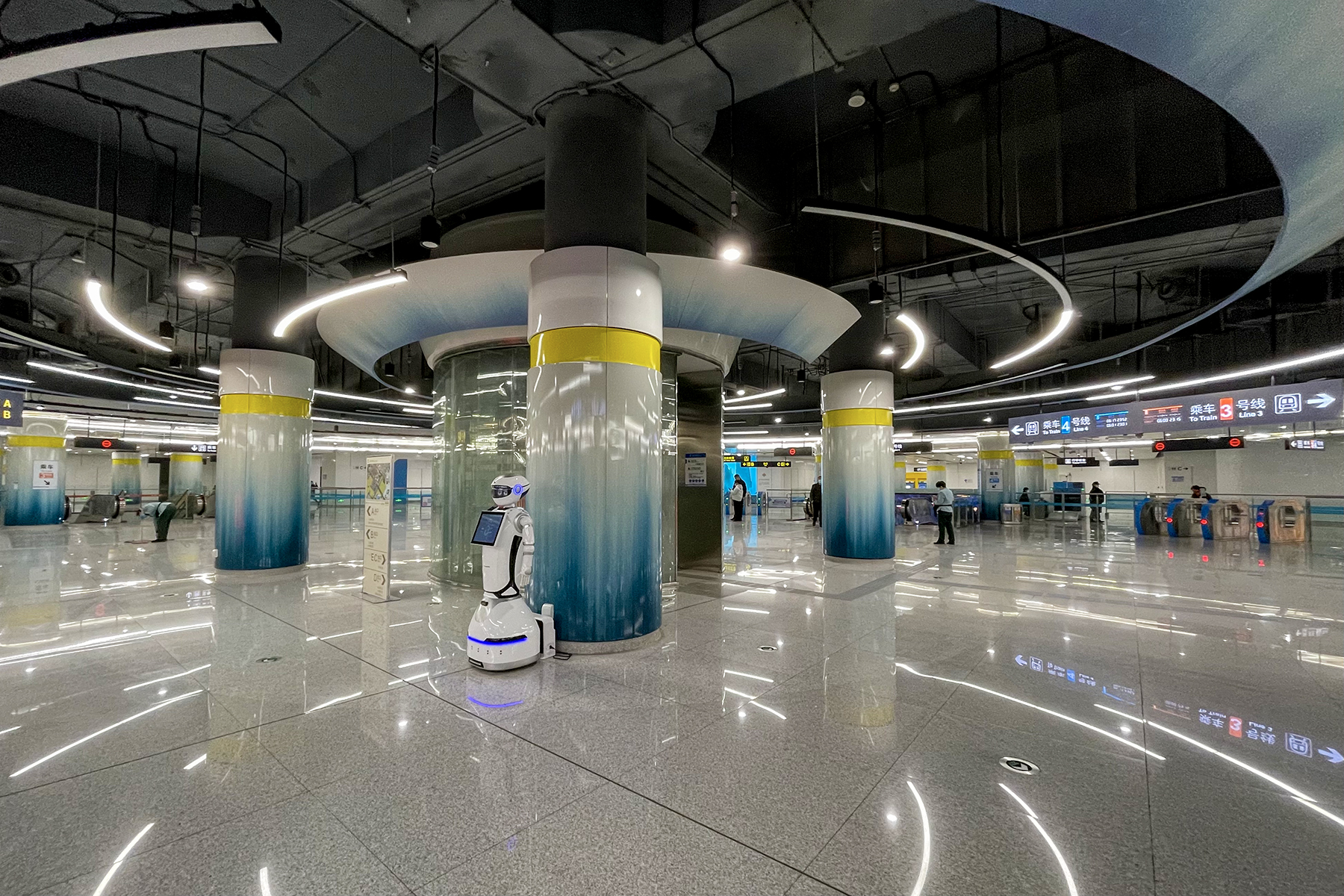
站厅中央
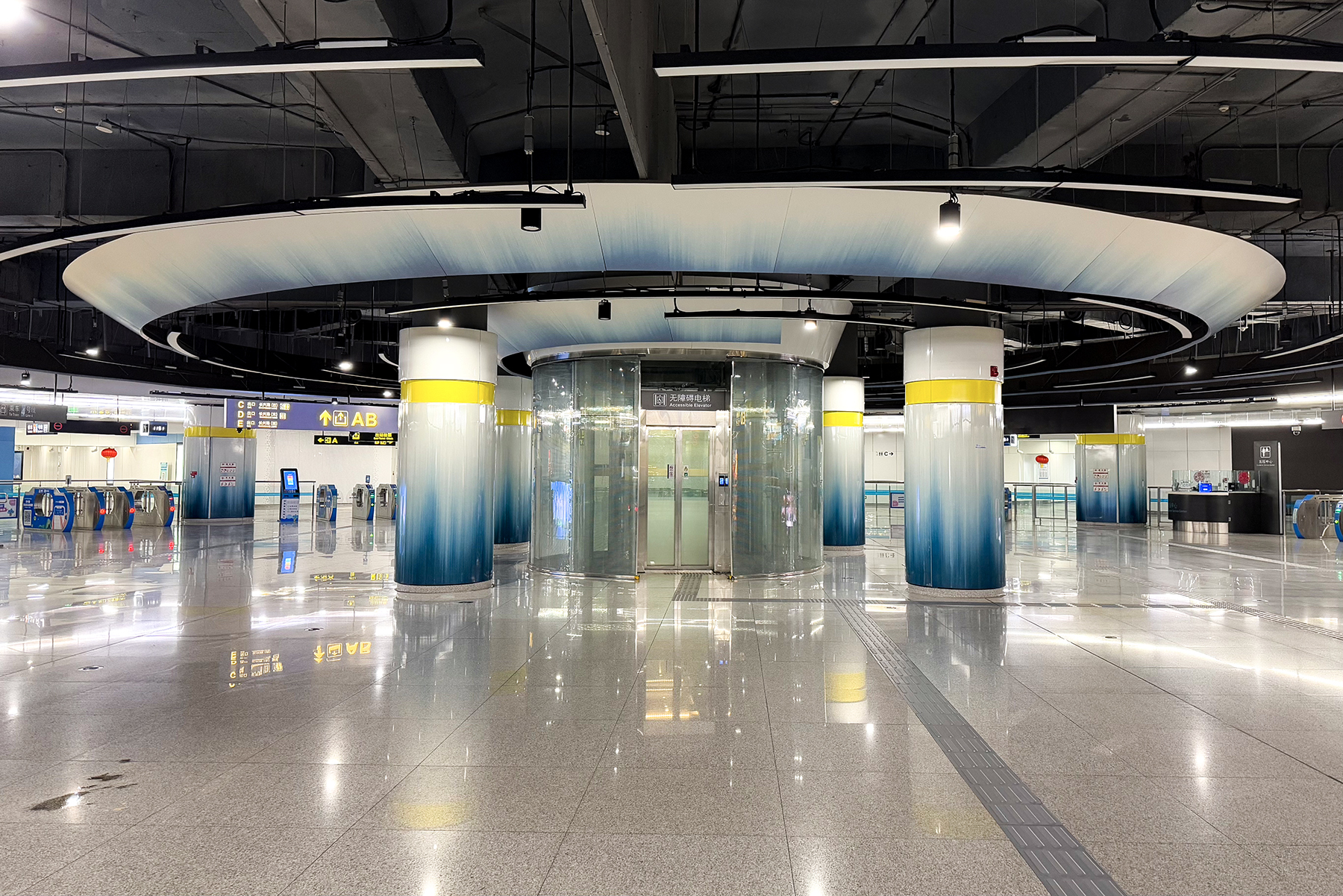
站厅中央

### 站台
省体育中心站设两座呈十字交叉的岛式站台，分别位于B2层和B3层，均安装有高站台门。其中B2层为3号线站台，呈南北向，西侧站台面由滨河新城南方向的始发列车使用，东侧站台面为3号线终到列车的下客专用站台，在站台北端设有卫生间。B3层为4号线站台，呈东西向，北侧站台面由往老鸦陈方向的列车使用，南侧站台面由往郎庄方向的列车使用，站台的东端设有卫生间。该站两座岛式站台中部的十字交叉处设有换乘步梯，供乘客在两线之间进行垂直换乘。

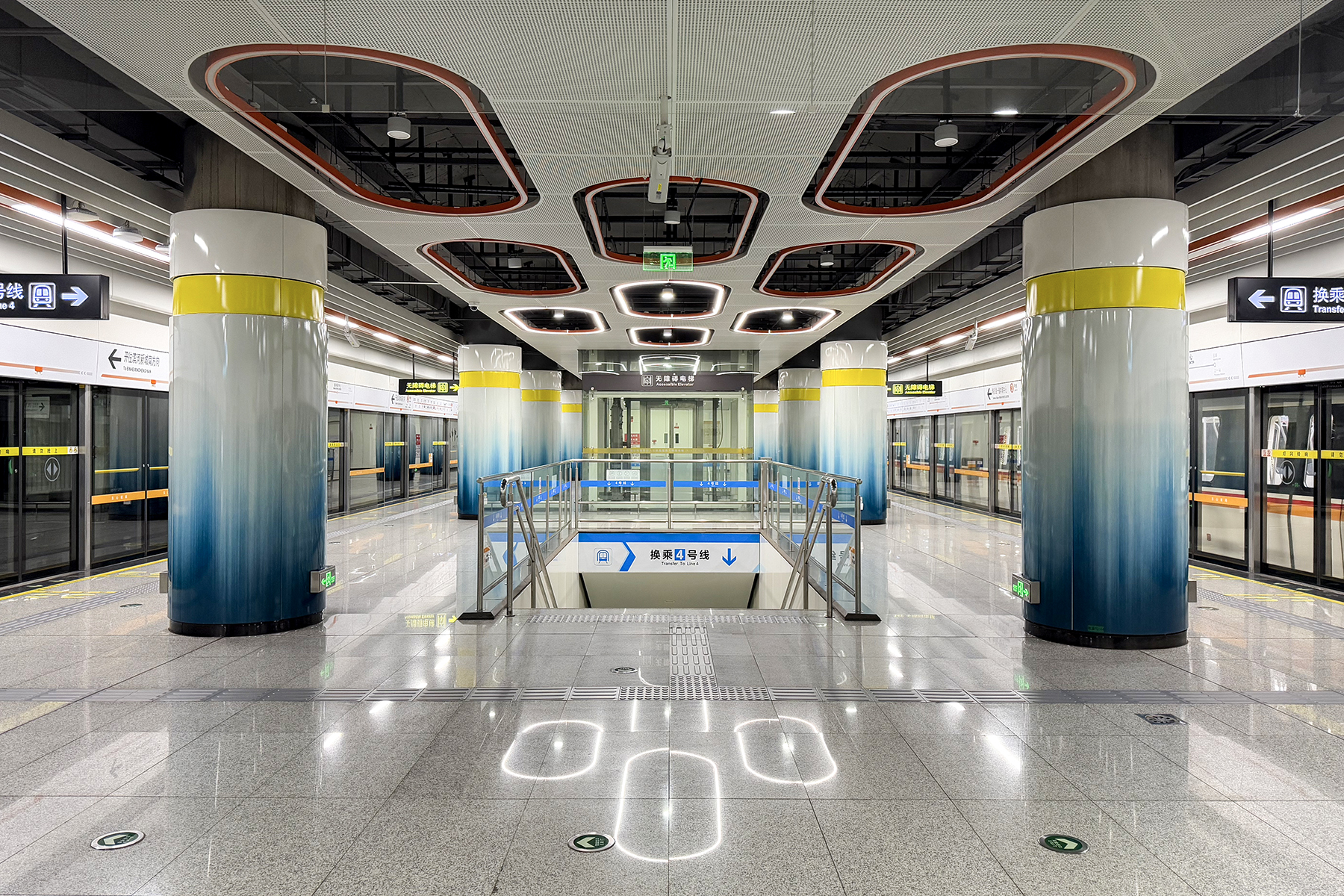
3号线站台中段换乘步梯处
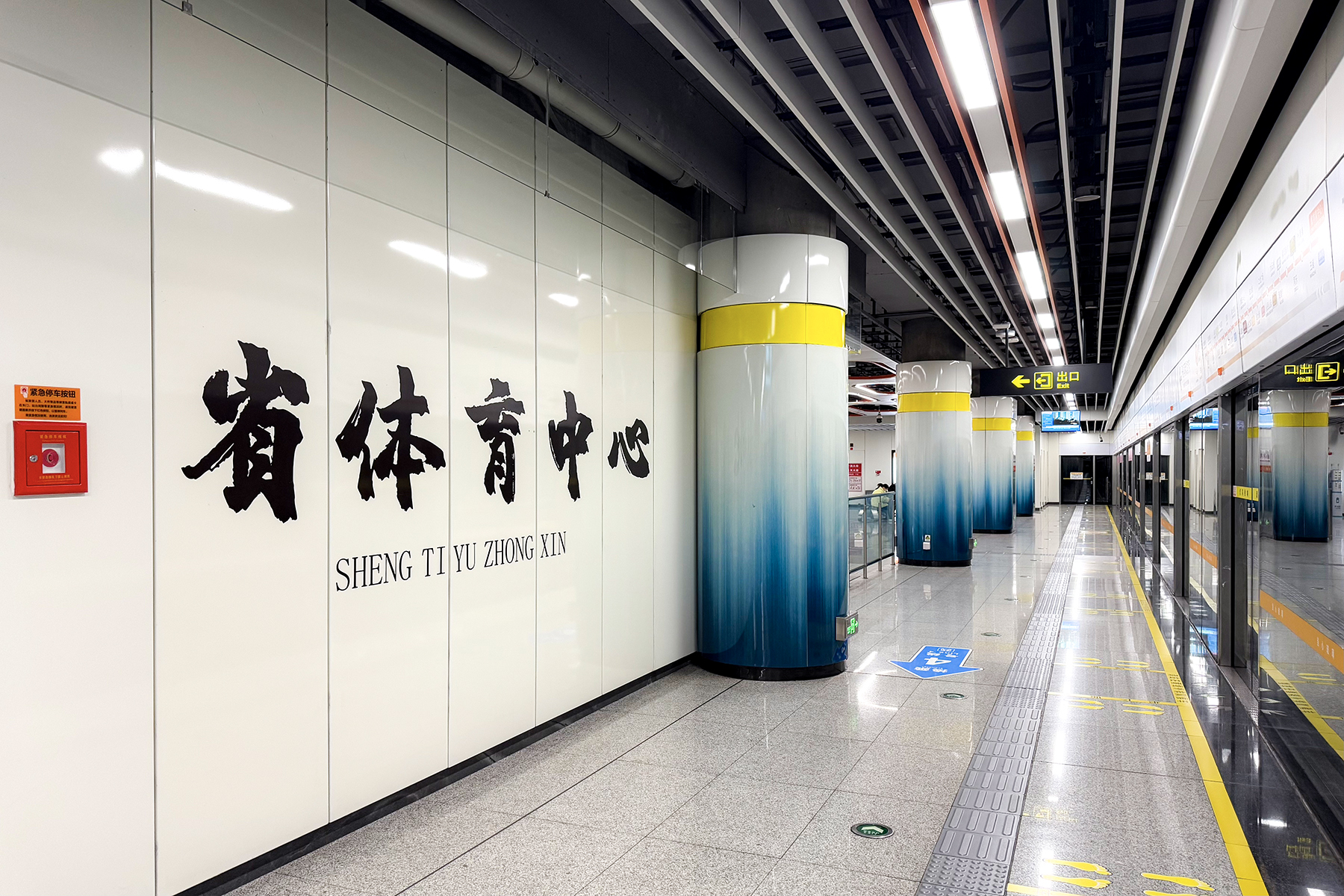
3号线站台上的大字壁
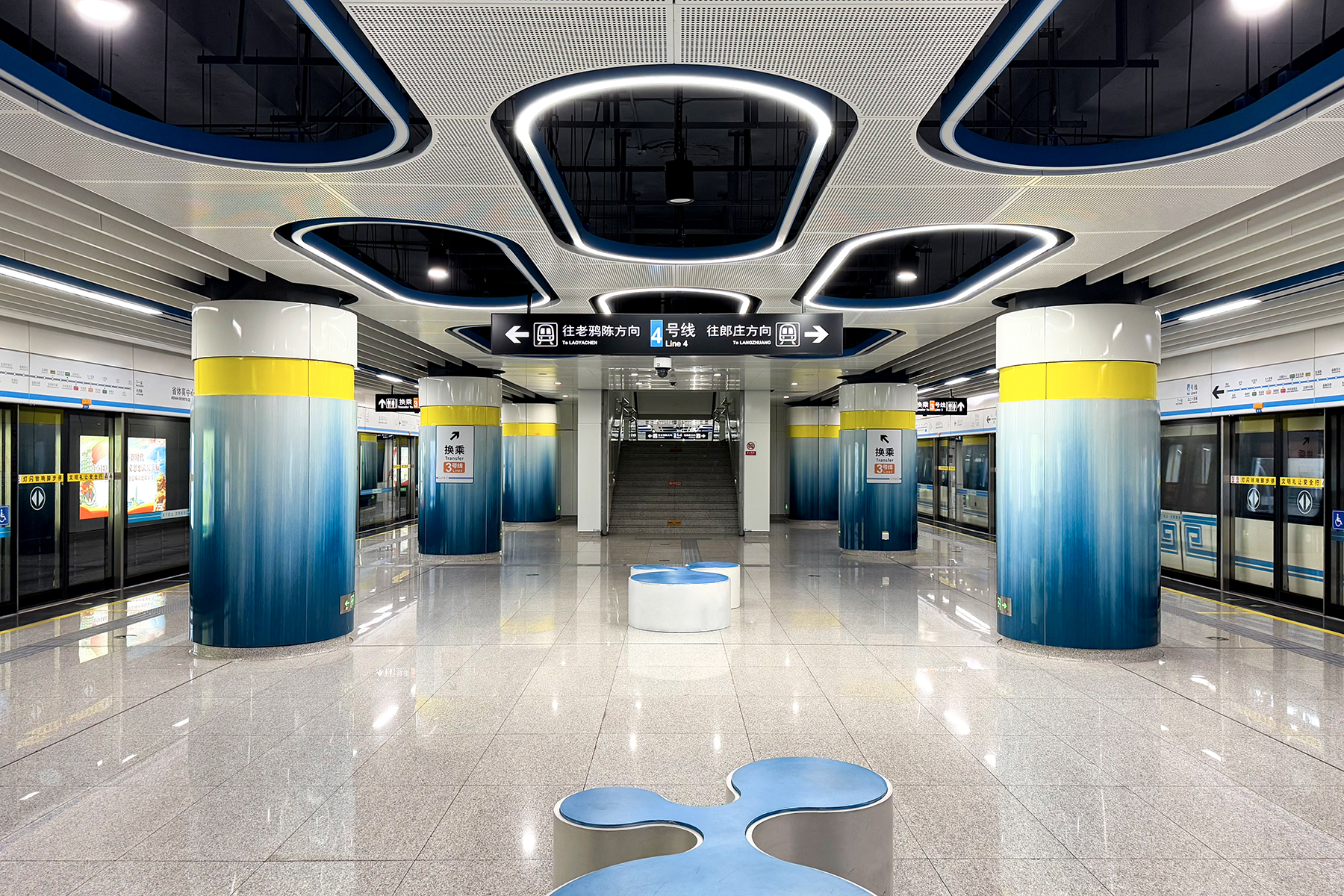
4号线站台中段换乘步梯处
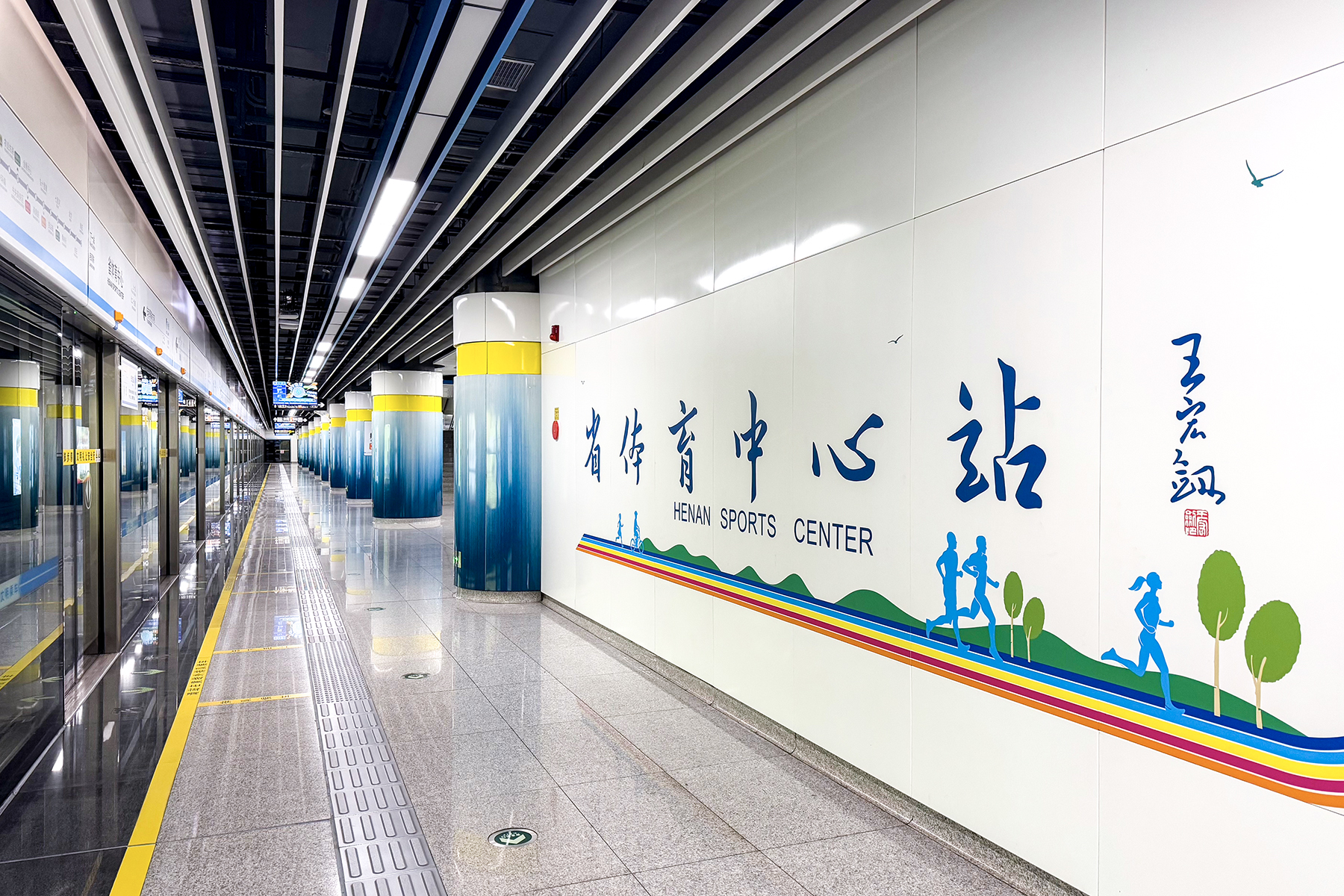
4号线站台上的大字壁
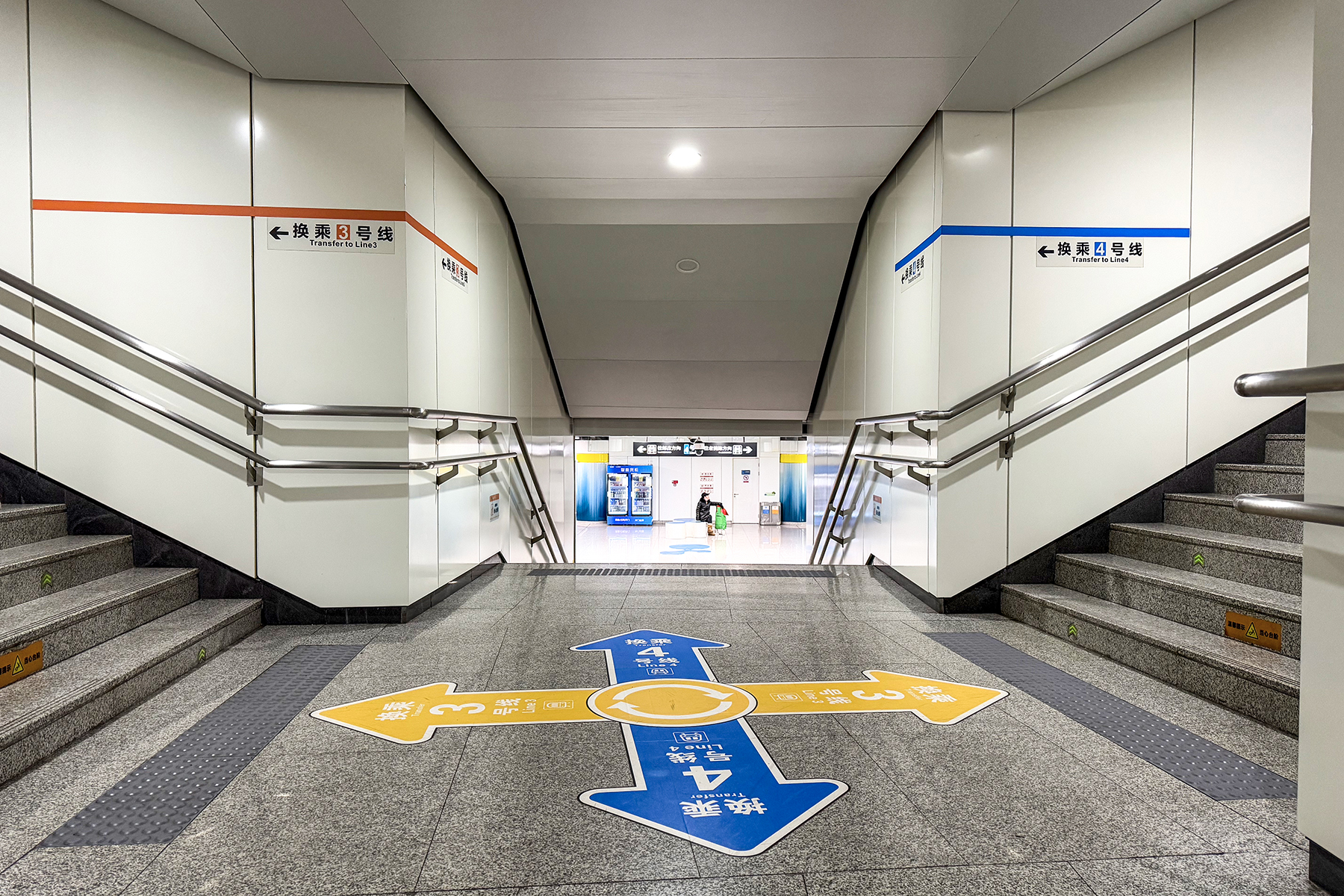
换乘步梯

### 出入口
省体育中心站目前已开通A、B2、C、D、E共5个出入口，连接地面和站厅非付费区。其中A-D口分别位于长兴路与三全路交叉路口的东南、西南、西北、东北四角，E口位于C口以北的长兴路西侧。
该站已启用的各出入口信息如下表所示。
| 三全路长兴路 | 三全路长兴路 | 三全路长兴路 | 三全路长兴路 | 三全路长兴路           |
| 编号         | 路线         | 路线         | 路线         | 备注                   |
| ------------ | ------------ | ------------ | ------------ | ---------------------- |
| B19          | 省体育中心   | ⇆            | 会展中心内环 | 原B19路与219路并线而成 |
| S182         | 腾飞街公交站 | ⇆            | 三全路长兴路 |                        |

| 长兴路三全路 | 长兴路三全路 | 长兴路三全路 | 长兴路三全路   | 长兴路三全路 |
| 编号         | 路线         | 路线         | 路线           | 备注         |
| ------------ | ------------ | ------------ | -------------- | ------------ |
| 22           | 省体育中心   | ⇆            | 紫荆山花园路   |              |
| 28           | 省体育中心   | ⇆            | 紫荆山金水路西 |              |
| 70           | 省体育中心   | ⇆            | 火车站西广场   |              |
| 209          | 省体育中心   | ⇆            | 中州大道民航路 |              |
| S151         | 紫竹路公交站 | ⇆            | 宏达街长兴路   |              |
| Y8           | 省体育中心   | ⇆            | 火车站北港湾   | 夜间服务     |

| 三全路长兴路 | 三全路长兴路 | 三全路长兴路 | 三全路长兴路 | 三全路长兴路 |
| 编号         | 路线         | 路线         | 路线         | 备注         |
| ------------ | ------------ | ------------ | ------------ | ------------ |
| 159          | 牛庄公交站   | ⇆            | 省体育中心   |              |
| S151         | 紫竹路公交站 | ⇆            | 宏达街长兴路 |              |
| S183         | 东赵公交站   | ⇆            | 长兴路长柳路 |              |

| 长兴路三全路 | 长兴路三全路 | 长兴路三全路 | 长兴路三全路   | 长兴路三全路           |
| 编号         | 路线         | 路线         | 路线           | 备注                   |
| ------------ | ------------ | ------------ | -------------- | ---------------------- |
| 22           | 省体育中心   | ⇆            | 紫荆山花园路   |                        |
| 28           | 省体育中心   | ⇆            | 紫荆山金水路西 |                        |
| 70           | 省体育中心   | ⇆            | 火车站西广场   |                        |
| 159          | 牛庄公交站   | ⇆            | 省体育中心     |                        |
| 209          | 省体育中心   | ⇆            | 中州大道民航路 |                        |
| B19          | 省体育中心   | ⇆            | 会展中心内环   | 原B19路与219路并线而成 |
| Y8           | 省体育中心   | ⇆            | 火车站北港湾   | 夜间服务               |

| 长兴路长柳路 | 长兴路长柳路 | 长兴路长柳路 | 长兴路长柳路   | 长兴路长柳路 |
| 编号         | 路线         | 路线         | 路线           | 备注         |
| ------------ | ------------ | ------------ | -------------- | ------------ |
| 159          | 牛庄公交站   | ⇆            | 省体育中心     |              |
| 209          | 省体育中心   | ⇆            | 中州大道民航路 |              |
| S183         | 东赵公交站   | ⇆            | 长兴路长柳路   |              |